# Рајхнау (Констанц)
Рајхнау (њем. Reichenau) град је у њемачкој савезној држави Баден-Виртемберг. Једно је од 25 општинских средишта округа Констанц. Према процјени из 2010. у граду је живјело 5.118 становника. Посједује регионалну шифру (AGS) 8335066.

## Географски и демографски подаци
Рајхнау се налази у савезној држави Баден-Виртемберг у округу Констанц. Град се налази на надморској висини од 402 метра. Површина општине износи 12,7 km². У самом граду је, према процјени из 2010. године, живјело 5.118 становника. Просјечна густина становништва износи 402 становника/km².